# Лас-Вентурас
Лас-Вентурас — вигадане місто у штаті Сан-Андреас, третє місце, куди потрапляє гравець у відеогрі Grand Theft Auto: San Andreas після Лос-Сантосу та Сан-Фієрро. Є прототипом Лас-Вегасу. Лас-Вентурас, як і Лас-Вегас, є гральним містом з великою кількістю казино та розташоване у пустелі. Усі сервіси попередніх міст доступні й тут, хіба що вони дорожчі тут ніж в інших містах. Місто є також притулком для різних сімей Мафії — Сіндакко, Фореллі та Леоне.

## Загальні відомості
Лас-Вентурас - один із найбільших світових центрів розваг та грального бізнесу. Численні казино, готелі, щоденні концерти та шоу приваблюють туристів з усього Сан-Андреас та не тільки.
Основні казино та готелі розташовані в історичному центрі міста вздовж Стріпу, у східній частині міста розташовані торгові центри. Місто окольцоване автомагістраллю Джуліус, також розвинена транспортна система, мешканців обслуговує аеропорт Лас-Вентурас, залізниця Brown Streak, таксі та автобуси. У місті немає військових баз, є лише склад військового авіаційного палива.
Найвища будівля у місті – казино The Emerald Isle, його висота досягає 99 метрів.
У місті відтворені практично всі визначні пам'ятки свого прототипу: казино The Visage (прототип - Mirage), казино The Camel's Toe (прототип - Luxor Las Vegas) і багато іншого.
Без поліцейського переслідування місто доступне гравцеві після місії Yay Ka-Boom-Boom.

## Географія
Місто розташоване на північному сході штату Сан-Андреас. На північ та схід від міста — море. На захід — пустеля: Дамба Шермана (копія дамби Гувера), військова база № 69 (реальна Зона 51), селища Форт Карсон, Лас Пайасдас, кар'єр. На південь розташована протока, яка відмежовує Лас-Вентурас від місцевості Червоне князівство і Лос-Сантосу. Через протоку проходить залізничний міст Фредерік та автомобільний Прогін Мако, що веде до Перехрестя Монтгомері, звідки відходять дві автотраси на Лос-Сантос.

## Сюжет
Після подій у Сан-Фієрро Карл потрапляє під вплив Майка Торено, який пообіцяв звільнити Світа, якщо Карл виконуватиме його завдання. Завдання дуже складні, і Карл ледве не гине під час їх виконання. Для деяких з них Карл спеціально навчається в Авіашколі. Після останнього Торено зникає, а Карла запрошує Ву Зі Му до Казино Чотирьох Драконів. Вузі пропонує Карлу долю у казино, а натомість той має захистити казино від нападу інших представників Мафії у місті. Після припинення спроб саботажу від інших Сімей Ву Зі Му планує пограбувати Казіно Калігули. Потім Карл зустрічає Пола та Маккера, які знають менеджера «Калігули» Розенберга. Після допомоги Розенбергу, із Ліберті-Сіті прилітає Сальваторе Лєоне. Карл має вигоду зі стосунків із Розенбергом та заробляє довіру Сальваторе, і після численних успіхів для Лєоне він готовий до пограбування. Тим часом Карл виконує завдання для Тенпенні, яке полягає у викраденні досьє на Тенпенні. Згодом він призначає Карлу зустріч у Лас-Бруясі. Там він отримує досьє та їде. Пуласкі пістолетом змушує Карла рити могилу для себе, але поліцейський Хернандез врятовує його ціною власного життя. Пуласкі втікає, але Карл наздоганяє його та вбиває. Після цього він грабує Казино Калігули, після чого Сальваторе Лєоне клянеться йому помститися. 

А тим часом у Лос-Сантосі відбуваються сумні події. Світ сидить у тюрмі, банди Баллас та Вагос мають повний контроль на вулицях. Захоплено й особняк Медд Доґа. Після цих подій він у відчаї намагається вчинити самогубство, але Карл його врятовує та направляє до лікарні. Після одужання Карл стає менеджером Медда. Вони повертаються у Лос-Сантос, щоб відвоювати особняк. Їм це вдається. Після цього у студії з'являється Торено та просить зробити для нього ще одне завдання.

## Райони міста
Прікл-Пайн (англ. Prickle Pine) — район у Лас-Вентурасі, Сан-Андреас. Розташований у місті Лас-Вентурасі, на південь від північної частини автомагістралі Джуліус. Сам собою район є досить великим і, до того ж, містить кілька важливих об'єктів інфраструктури. Є найбільш густонаселеним районом у всьому штаті, станом на 1992 населення Прикл-Пайн становить близько тисячі двохсот осіб. Прікл-Пайн також відомий як один з найбагатших і найчистіших районів у штаті. Через нього проходить кільцева залізниця штату, тому в самому поселенні знаходиться станція під назвою "Йеллоу-Белл". У реальному житті аналогом Прікл-Пайна є невелике містечко під назвою Sun City Aliante, розташоване неподалік Лас-Вегаса, яке, у свою чергу, є реальним аналогом Лас-Вентураса. Тут практично не трапляються багатоповерхові будинки — всі вулиці забудовані різноманітними котеджами, в яких налічується один, два чи три поверхи. Усюди спостерігається мальовнича рослинність — пальми, різні чагарники, квіти та живоплоти. Район має велику кількість різних предметів, які гравець може збирати в міру проходження. Також тут знаходиться одна з точок збереження. Цей особняк є найбільшим у грі після будинку Медд Догга. вулицями їздять переважно дорогі авто, нерідко можна побачити гоночні машини та мотоцикли. Є кілька спортивних споруд – тенісні корти та широке поле для гри в гольф. Цікаво, але Прікл-Пайн є районом, де знаходяться одні з найнезручніших для пересування автомобілів доріг. Це відбувається через наявність на них велику кількість поворотів. Проте аварії тут трапляються досить рідко.
Спінібід (англ. Spinybed) - район, розташований у північно-східній частині міста Лас-Вентурас, Сан-Андреас. Цей район є промисловою зоною, тут можна знайти безліч вантажних контейнерів та кранів у багатьох місцях. Тут також є кілька житлових будинків. На захід від Спінібед розташований Прікл-Пайн, на схід - K.A.C.C., на південь - автомагістраль Джуліус і Рока-Ескаланте.
Уайтвуд-Істейтс (англ. Whitewood Estates) — район у західній частині міста Лас-Вентурас, Сан-Андреас. Уайтвуд-Істейтс розташований на кордоні Блекфілда, Редсендс-Уест та перетину Пілсон. Як житловий та промисловий район, Уайтвуд-Істейтс має багато житлових будівель та компаній.
Редсенс-Уест (англ. Redsands West) — район, розташований у Лас-Вентурасі. Район межує з Уайтвуд-Істейтс на заході, з Прікл-Пайн на півночі та Редсендс-Іст на сході. Редсендс-Уест пропонує відмінний доступ в інші місця міста, так як по ньому проїжджають відразу дві великі автомагістралі: Гаррі-Голд-Парквей, і Автомагістраль Джуліус. Перетин Пілсон знаходиться на північному заході району, хоча до нього не належить. На півдні району розташований аеропорт Лас-Вентураса. Редсендс-Уест можна охарактеризувати як житловий, промисловий та комерційний район. Тут знаходиться скотобійня, деякі підприємства, будинки, казино та стадіон "Las Venturas Bandits".
Редсенс-Іст (англ. Redsands East) — район у місті Лас-Вентурас. Знаходиться на півночі від казино The Visage та на сході від Редсендс-Уест. Район межує з районами Стріп, Олд-Вентурас-Стріп, а також із казино The Emerald Isle. Редсендс-Іст можна охарактеризувати як найбільш комерційний район міста. Тут знаходиться багато магазинів і компаній, і в ньому не так багато скотобоїв, заводів та житлових приміщень. Через район проходить Гаррі-Голд-Парквей, який є основним шосе, яке обслуговує цей район.
Олд-Вентурас-Стріп (англ. Old Venturas Strip) - район міста Лас-Вентурас. Тут розташовані найстаріші будинки та казино міста. Район розташований на схід від Стріпу. На захід від Стріпа, навпроти Олд-Вентурас-Стріп розташований Редсенс-Іст. На південь від району знаходиться Starfish Casino, на схід - автострада Джуліус-Іст і Крик. На півночі Олд-Вентурас-Стріп межує з Рока-Ескаланте.
Рока-Ескаланте (англ. Roca Escalante) — район міста Лас-Вентурас, Сан-Андреас. Район межує з The Emerald Isle на заході, з Олд-Вентурас-Стріп на півдні, з автострадою Юліус-Іст та районом Крик на сході, зі Спінібедом, Прікл-Пайном та K.A.C.C. на півночі, а посередині району знаходиться Las Venturas Court House. Рока-Ескаланте мала чисельність населення 790 осіб станом на 1992 рік. Рока-Ескаланте є, загалом, комерційним районом, тут розташовано низку підприємств та готелів, а також у районі можна знайти громадські будівлі.
Крік (англ. Creek) - невеликий район у східній частині міста Лас-Вентураса, Сан-Андреас. Тут є один із безпечних будинків. Крик розташований недалеко від K.A.C.C., Автостради Юліус-Іст, Рока-Ескаланте, Олд-Вентурас-Стріп та Собелл-Рейл-Ярдс. Головною особливістю району є наявність великого торгового центру, тому, незважаючи на відносну віддаленість області, тут зазвичай гуляє велика кількість пішоходів. Станом на 1992 рік Крик має невелике житлове населення, 60 осіб (61, якщо гравець оселиться там).
Блекфілд — район у південно-західному Лас-Вентурасі. Район не є надто великим, проте містить важливі об'єкти інфраструктури, такі як Стадіон Блекфілд або мотошколу. З півночі з районом межує Уайтвуд-Істейтс, на сході знаходиться аеропорт Лас-Вентураса та автомагістраль Джуліус-Захід. На півдні знаходиться Коледж Грінгласс, дещо далі - Округ Ред. На заході район межує з Округом Боуном. Блекфілд є відомим районом за його спортивні комплекси. Стадіон Блекфілда є місцем проведення гонок як на автомобілях, так і мотоциклах. Є кілька паркувань, де гравець може знайти кілька транспортних засобів. Ще два з'являються в міру проходження гри. Також можна пройти навчання у мотошколі, після проходження якої гравець отримує кілька мотоциклів. Житлових будинків на території району немає. Крім вищеописаних місць неподалік знаходиться пустеля, а також Зона 69. Поруч із районом проходить автострада.
Рокшор-Уест (англ. Rockshore West) — район, розташований на півдні міста Лас-Вентураса, Сан-Андреас. Він розташований між Рокшор-Іст та Last Dime Motel. Район є переважно житловим, тому що тут розташовані в основному житлові будинки. Тут є безпечний будинок, який гравець може купити за 30 000$. Передмістя розташоване на південний схід від Стріпа, його можливим прототипом є Хендерсон, штат Невада. Станом на 1992 рік у Рокшор-Уест проживало 172 особи.
Рокшор-Іст (англ. Rockshore East) — насамперед промисловий район, розташований у південно-східній частині міста Лас-Вентураса, Сан-Андреас. Район знаходиться на північ від Лінден-Сайд, а на захід від нього розташований Рокшор-Уест. Тут можна знайти пару будинків біля кордону з Рокшор-Уест. Станом на 1992 рік, у Рокшор-Іст проживало 96 осіб.
Лінден-Сайд (англ. Linden Side) - невеликий район у східній частині міста Лас-Вентурас, Сан-Андреас. Цей район є одним із найвідсталіших районів міста: з інфраструктури тут є лише залізниця та ділянка складу. На північ від цього району розташована однойменна станція, що обслуговує залізницю Браун-Стрік, на південь — Рокшор-Іст, на захід — автомагістраль Джуліус-Іст та казино Кам-е-лот.
Пілігрим (англ. Pilgrim) - район у східній частині міста Лас-Вентураса. Поруч із районом розташовані казино Royal Casino, Емеральд-Айл, Старфіш-Касіно, «Кишеня клоуна» та «Палац Калігули», а також станція Лінден, Собелл-Рейл-Ярдс та автострада Джуліус-Іст. Пілігрим заснований на Chinatown Plaza, Лас-Вегас. Це комерційний район, тому що тут розташований лише торговий центр та два мотелі.
Стріп (англ. The Strip) - один з районів міста Лас-Вентураса. Є головною магістраллю міста. Найважливіша магістраль Лас-Вентураса. Поєднує всі основні казино міста.
Каплиця Блекфілд (англ. Blackfield Chapel) — церква, похоронний будинок та незалежний район у Лас-Вентурасі. Розташована на південній стороні шосе автомагістралі Джуліус-Південь, каплиця Блекфілд може бути пов'язана з районом Блекфілд Лас-Вентураса, який розташований на північному заході через перетин Блекфілд від каплиці, але визнаний незалежним «районом» на карті гри, що схоже з різними казино місті та Last Dime Motel. Район в основному зайнятий територією каплиці, яка включає саму каплицю, що оточує її парковку, а також під'їзний шлях, який служить як розворотний майданчик. Модерністський будинок відрізняється своїм частим застосуванням трикутної форми, з його загальною конструкцією, що нагадує трикутну призму. Каплиця є пародією на існуючий собор Ангел-Хранитель у Лас-Вегасі. На захід від району знаходиться округ Боун, зокрема кар'єр Хантер, тоді як на сході — Рендольф-Індастріал-Істейт. На північ від району знаходиться вищезгадане Перетин Блекфілд та Вантажне депо Лас-Вентураса, а на півдні, через річку, — округ Ред, найбезпосереднішим районом якого є місто Монтгомері.

## Економіка

### Казино
Ву Зі Му та Julio G розповідають про те, як корпорації просуваються в ігровій індустрії Лас-Вентураса і виштовхують бандитів із мафією. Це стосується реальних подій у Лас-Вегасі на початку 1990-х років.
Більшість казино Лас-Вентураса імітують реальні у Лас Вегасі. Цікаво, що деякі відомі казино Лас-Вегаса, які існували у 1992 році, але пізніше були знесені, не з'являються у Лас-Вентурасі. Сюди входять Dunes Hotel, Desert Inn Hotel та Sands Hotel. Також у грі існують казино-готелі, які відкрилися пізніше, наприклад: готель-казино The Camel's Toe, V-Rock Hotel та готель-казино The Emerald Isle. Усі ці казино ще були побудовані.
Всього три казино у грі: The Four Dragons Hotel & Casino, Caligula's Palace та Casino Floor, доступні для відвідування гравцем. Усередині казино будуть дилери, столи з грою в рулетку, покером та іншими іграми, а також відвідувачі. Відвідувачі поводитимуться належно, замовлятимуть напої у бару, гратимуть у настільні ігри та ігрові автомати, а також коментуючи напої, які вони замовляють, ігри, в які вони грають, і те, як грає сам гравець.
Уздовж Стріпу розташовані такі казино як:
- The Four Dragons Hotel & Casino
- The Pink Swan
- The High Roller
- Pirates in Men's Pants
- The Visage
- The Emerald Isle
- Starfish Casino
- The Clown's Pocket
- Caligula's Palace
- Royale Casino
- The Camel's Toe
- Come-A-Lot
- V-Rock Hotel

Казино в Олд-Вентурас-Стріп не мають назв, проте є прототипами казино в центрі Лас-Вегаса, таких як: Binion's Horseshoe, Golden Nugget Las Vegas, Fremont Hotel and Casino та The Four Queens Hotel and Casino.

## Кримінал
Лас-Вентурас унікальний порівняно з Лос-Сантосом або Сан-Фієрро. Він не страждає від навали та контролю вуличних банд. Через це рівень злочинності та групові злочини перебувають на набагато нижчому рівні в порівнянні з іншими містами в Сан-Андреас. Крім того, рівень незаконного обігу наркотиків та зброї суттєво нижчий порівняно з іншими містами та практично на нульовій позначці через відсутність дилерів. Тим не менш, великі злочинні синдикати мають вплив у місті та сприяють більшій частині злочинів та незаконної діяльності, включаючи замовні вбивства, підкуп, хабарництво та здирство.
У місті також поширені такі злочини, як грабіж, вимагання та викрадення транспортних засобів.

### Банди
Мафія (англ. Mafia) — банда контролююча казино Калігула в місті Лас-Вентурас. Глава мафії - Сальваторе Леоне, Полі Сіндакко та Марко Фореллі. Сі-Джей перетинається з цією бандою, коли допомагає Кену Розенбергу та його знайомим вийти з мафії, в яку вони вступили помилково. Мафія Лас-Вентураса родом із Ліберті Сіті.
В основному Мафія Лас-Вентураса ворогує з кримінальною родиною Фореллі з Ліберті Сіті. У кількох місіях Сі-Джей повинен потрапити в літак із найманцями з родини Фореллі, а також особисто злітати в Ліберті-Сіті, щоб розібратися з доном мафії Фореллі.
А також мафія Лас-Вентураса трохи торгує наркотиками та веде бізнес у казино. Але після пограбування казино, яке робить сам Сі-Джей та команда Ву Зі Му, мафія втрачає свій бізнес.
Членів мафії Лас-Вентураса можна зустріти лише у казино Калігула, де вони працюють охоронцями. Або ж, якщо програти в казино більше, ніж є готівкою, вони ганятимуться за Сі-Джеєм по всьому Сан-Андреасу. Їздять на Admiral, Sentinel та Feltzer. Основна зброя – Desert Eagle.
Мафія Лас-Вентураса ділиться на кілька кримінальних сімей:
- Сім'я Леоне (англ. Leone Crime Family) — італо-американська організація, родом із Сицилії («the old country» — так відгукувався про неї Сальваторе Леоне) , Чия основна оперативна база знаходиться в Ліберті-Сіті. Сальваторе Леоне став Доном сім'ї Леоне після кривавої боротьби за владу, що проходить у середині 80-х. У нього є син, Джоуї Леоне, який, на жаль Сальваторе, ще не одружився. Клан Леоне явно заснований на родині Корлеоне із фільму «Хрещений батько»; це підтверджується та його зацікавленістю гральною промисловістю. Улюблена радіостанція сім'ї Леоне - Double Clef FM, що може мати на увазі, що члени цієї організації є шанувальниками класичної музики.
- Сім'я Сіндакко (англ. Sindacco Crime Family) - італоамериканська мафіозна сім'я, що базується в Лас-Вентурасі і Ліберті-Сіті.
- Сім'я Фореллі (англ. Forelli Crime Family) - італо-американська мафіозна організація. Сім'я Фореллі є однією із злочинних сімей у Ліберті-Сіті. Очолюється Сонні Фореллі (до 1986 року), а потім Марко Фореллі (з 1986 по 1992), Франко Фореллі (з 1992 по 1998) та Майком Фореллі (з 1998 по 2001). Сім'я Фореллі намагалася знайти "золоте дно" як на півдні, так і на заході, проте зазнала поразки і незабаром була повністю знищена.

Відомі члени банди:
- Сальваторе Леоне — со-лідер мафії.
- Полі Сіндакко - со-лідер мафії.
- Марко Фореллі - Со-лідер мафії (мертвий).
- Джонні Сіндакко — член мафії (мертвий).
- Кен Розенберг — раніше де-факто управляючий казино.
- Міккі — колишній керуючий казино (мертвий).

## Транспорт
Як і в інших містах, у Лас-Вентурасі розташовані залізничні станції, аеропорт та автотраси.

### Аеропорт Лас-Вентурас
Аеропорт Лас-Вентурас, розташований у центрі міста, на захід від Стріпу, обслуговує повітряне сполучення між містами; маючи 2 злітно-посадкові смуги, аеропорт може приймати літаки 24/7. Також гравець може купити квиток в Лос-Сантос або Сан-Фієрро.

### Залізниця Brown Streak
Залізниця Brown Streak обслуговує залізничне сполучення з іншими містами штату та обслуговує мешканців міста на двох станціях: Станція Лінден та Станція Йеллоу-Белл. Також є вагонне депо на технічній станції Собелл-Рейл-Ярдс. Більшість шляхів розташована за межами міста, що, безумовно, дозволяє поїздам не втрачати швидкості при проїзді Лас-Вентураса. Подорож залізницею коштуватиме 5 долларів.

### Автомобільні траси
Місто оточує кільцева автострада Джуліус, яка розподіляється на східний, західний, північний та південний проїзди. Цією автострадою можна об'їхати усе місто по колу.
- На північному заході розташоване перехрестя Пілсон. За ним знаходиться в'їзний знак та розгалуження доріг: одна дорога простягається уздовж міста і пустелі, місцевості Октан Спрінгс, від якої можна потрапити до Форт Карсону, зони 69 чи Авіашколи; інша паралельно їй веде до Форт Карсону, Амму-нації неподалік та Лас-Барранкасу; третя дорога на півночі від закинутого аеродрому веде до Лас-Пайасдасу, Волле Окултадо, Альдеа Малвади та Ел Квебрадосу.
- Продовженням Центральної автотраси та відгалуженням від південного проїзду Джуліус є невеликий міст Мако, за яким є Перехрестя Монтгомері. Прямо після перехрестя — дорога у Лос-Сантос до Перехрестя Малхолланд, за ним центральне перехрестя, за ним Аеропорт Лос-Сантосу, Океанські доки; якщо після перехрестя повернути направо, розгорнеться траса повз селище Паломіно Крік, залізницю, Північну скелю, пляж до району Лас-Колінас; далі ця траса веде до Стадіону, Севільського бульвару, Океанські доки і переходить у попередню автостраду, яка знов приведе до Аеропорту, перехрестя Малхолланд та Монтгомері. Таким чином від Лас-Вентурасу за мостом Мако знаходиться невелике півкільце, і до Лос-Сантосу можна потрапити у будь-який спосіб.
- На південному заході розташоване перехрестя Блекфілд. За ним простягається Третя автострада у Сан-Фієрро, що проходить мимо кар'єру, Форт Карсону, ранчо Торено, мосту Гарвер (від траси є відгалуження на міст Гарвер та перехід до Другої автостради Сан-Фієрро), селища Причал та закінчується мостом Гант у Сан-Фієрро. Крім того, від цієї траси відгалужуються мости Паровий та Мартін, через які можна доїхати до Лос-Сантосу, станції далекобійників, селищ Чорниця (Блуберрі), Діллімур, Монтгомері; дорога на селище Форт Карсон, Лас-Барранкас; дорога до ранчо Торено; дорога до селища Ел Квебрадос; селище Причал.

## Соціальна сфера

### Охорона здоров'я
Госпіталь Лас-Вентураса – єдина лікарня у місті, яка забезпечує своєчасну медичну допомогу. Розташований шпиталь біля аеропорту Лас-Вентураса.
Також у місті є клініка можна отримати медичну допомогу, не виходячи із автомобіля.

### Правоохоронні органи
Поліцейський департамент Лас-Вентураса забезпечує правопорядок у місті та його околицях. Знаходиться в одному будинку разом із поліцейським управлінням Сан Андреаса. Прототип є Департамент поліції Лас-Вегаса. Девіз управління - "Беремо правосуддя в свої руки", написаний на вивісці біля штаб-квартири поліцейського управління штату Сан-Андреас, відображає корумпованість і безкарність поліцейських у штаті.
Будь-яке правопорушення гравця буде припинятися поліцією, а у випадках особливо злісної непокори їм допомагатимуть штурмова група зі спецозброєнням, FBI та Армія США.

### Пожежна служба
Пожежне депо Лас-Вентураса – єдине пожежне депо у місті, яке забезпечує пожежну безпеку. «Штаб групи реагування на небезпечні матеріали» — напис на вивісці біля пожежного депо, говорить про те, що пожежники Лас-Вентураса не лише гасять та запобігають пожежам, а й займаються збиранням та утилізацією небезпечних матеріалів.

### Освіта та культура
Найвідомішим освітнім закладом у місті є коледж Грінгласс, розташований біля автомагістралі Джуліус.
Лас-Вентурас є будинком для професійної бейсбольної команди Las Venturas Bandits. Їхній стадіон розташований у Редсендс-Уест. Також у місті є Стадіон Блекфілд, де проводяться різноманітні заходи.
У Лас-Вентурасі є мотошкола, де можна покращити навички керування мотоциклом.

## Колекціонування
У Лас-Вентурасі є 2 види предметів, що колекціонуються. Устриці, які розташовані у воді по всьому місту. Підкови, які розташовані на дахах та у різних провулках. Збирання підків підвищує успіх Карла в азартних іграх, а якщо зібрати всі 50 підків, то біля входу в The Four Dragons Hotel & Casino з'являться автоматична гвинтівка, бойовий дробовик, MP5 та гранати дистанційного підриву. Також удача дорівнюватиме 100%.

## Цікаві факти
- Лас-Вентурас має найвищу концентрацію та кількість передмість. Більше, ніж у будь-якому місті у штаті.
- У Лас-Вентурасі розташована найбільша кількість закладів Burger Shot та Cluckin' Bell. Більш ніж у будь-якому місті в серії ігор.
- Різні місця в Лас-Вентурасі названі на честь радянських шпигунів у США в часи холодної війни: Автомагістраль Джуліус названо на честь Юліуса Розенберга, Гаррі-Голд-Парквей названий на честь Гаррі Голда, а район Собелл-Рейл-Ярдс названий в честь Мортона Собелла.
- Друкована карта Сан-Андреаса, включена в диск із грою, показувала, що The Clown's Pocket був спочатку названий Ringmaster, що означає, що назва була змінена під час розробки.
- У Grand Theft Auto: Liberty City Stories після вбивства Полі Сіндакко на його надгробку на цвинтарі Ліберті-Сіті буде написано Viva Las Venturas Baby.
- В офіційному посібнику зі стратегії гри, опублікованому BradyGames, перелічені кілька місць у Лас-Вентурасі, де доступні пікапи адреналіну, однак у самій грі таких предметів немає.
- У деяких будинках протагоніста є путівники різними містами, включаючи і Лас-Вентурас.
- У мобільній версії Grand Theft Auto: San Andreas можна зустріти назву Las Venturra.
- Зображення Лас-Вентураса з Grand Theft Auto: San Andreas використовуються в одній з телетрансляцій в Grand Theft Auto IV.

## Джерело
Вікі-енциклопедія про гру [Архівовано 1 листопада 2009 у Wayback Machine.]